# Тайна золотой горы
«Тайна золотой горы» — советский художественный фильм.

## Сюжет
В основе сюжета — реальный исторический факт — открытие крепостным рудознатцем Михайло Волковым залежей каменного угля на горе Горелой, вблизи будущего города Кемерово. Волков отправился на поиски драгоценных камней в компании с немецким учёным-геологом Нагелем и сибиряками — Харитоном и Корнеем. Много опасностей подстерегало героев в пути — и только Волков сумел дойти до конца, найти Золотую гору, составить карту месторождения и доставить её в Тобольск.

## В ролях
- Александр Новиков — Михайло Волков
- Геннадий Юхтин — Корней Петрович Скорятин
- Олег Афанасьев — Фридрих Иоганнович Нагель
- Виктор Мамаев — Харитон
- Марина Яковлева — Даша
- Василий Бочкарёв — Никитин
- Станислав Чекан — Макар Васильевич
- Анатолий Лосев — атаман
- Виктор Антонов — Спиридон Фомич Зырянов
- Олег Измайлов — Алексей Михайлович

## Критика
Критик В. Ревич посчитал фильм непрофессионально поставленным: он упрекнул авторов в отсутствии «воздуха эпохи», в ощущении скуки, несмотря на остросюжетность, в неумении изобразить характеры персонажей, в том числе характер главного героя.

## Место съёмок
В начале фильма совместно с титрами обзорно демонстрируются Столбы́ выве́тривания (устар. «мансийские болваны») — геологический памятник в Троицко-Печорском районе Республики Коми России, представляющий собой комплекс семи останцов высотой от 30 до 42 метров. Находятся на территории Печоро-Илычского заповедника на плоской горе (плато) Маньпупунёр (Мань-Пупу-нёр на языке манси — «малая гора идолов»), в междуречье рек Илыч и Печоры. В 2008 году признаны одним из семи чудес России. Сам фильм снимался в Тобольске, деревне Каменка.